# Gert Nygårdshaug
Gert Hermod Nygårdshaug (né le 22 mars 1946 à Tynset) est un auteur norvégien. Il écrit des poèmes, des livres pour enfants et des romans, et est notamment connu pour la série de romans policiers mettant en scène le détective amateur gastronome Fredric Drum (en).

## Biographie
L'écriture de Nygårdshaug bénéficie d'une expérience diversifiée grâce à ses vastes connaissances et à ses voyages, en particulier en Amérique du Sud. Les cultures anciennes, l'archéologie, la pêche à la mouche, la gastronomie et le vin sont quelques-uns des thèmes récurrents de ses romans basés sur ses intérêts personnels et ses loisirs.
En 2004, la société cinématographique sud-africaine Lithium Entertainment a acheté les droits cinématographiques de quatre des livres de Nygårdshaug : Mengele Zoo, Himmelblomsttreets muligheter (Heaven's Flower Tree), Prost Gotvins geometri (Priest Gotvin's Geometry) et Afrodites basseng (The Pool of Aphrodite).
Le roman policier écolo Mengele Zoo (en) (1989) est élu en 2007 « favori du public » lors du festival littéraire de Lillehammer.
Gert Nygårdshaug réside à Lier en Norvège, et a été un candidat mineur pour le parti politique Rouge.

## Liste des œuvres
- Impulser (1966) poèmes
- Paxion (1971) poèmes
- Et bilde et verktøy (1974) poèmes
- Gatevinden (1980) poèmes
- Solfiolinen (1981) histoires courtes
- Bastionen (1982) roman
- Alkymisten (1983) histoires courtes
- Roman de Dverghesten (1984)
- Honningkrukken (1985) roman policier
- Nullpluss (1986) roman
- Jegerdukken (1987) roman policier
- Gipsyblink (1988) poèmes
- Roman du zoo de Mengele (1989)
- Dødens codex (1990) roman policier
- Søthjerte (1991) Roman
- Det niende prinsipp (1992) roman policier
- Doigt de Cassandre (1993) roman policier
- Gipsymann (1994) poèmes
- Trollet og de syv prinsessene (1995) contes pour enfants
- Himmelblomsttreets muligheter (1995) roman
- Kiste nummer fem (1996) roman policier
- Gutten og trollsverdet (1996) histoires pour enfants
- Huldergubben i Svartberget (1997) contes pour enfants
- Prost Gotvins geometri (1998) roman
- Pengegryta i Trollberget – og andre eventyr (1999) contes pour enfants
- Den balsamerte ulven (2000) roman policier
- Liljer fra Jérusalem (2001) roman policier
- Farivis Ruvis - Gutten fra himmelrommet - Dinosaurene (2001) contes pour enfants
- Afrodites basseng (2003) roman
- Alle orkaners mor (2004) roman policier
- Rødsonen (2006) roman policier
- Roman marqué par Fortellernes (2008)
- Roman Klokkemakeren (2009)
- Samlede eventyr (2009) contes pour enfants
- Chimère (2011) roman
- Roman de Pergamentet (2013)
- Roman Nøkkelmakeren (2014)
- Eclipse i mai (2015) roman
- Budbringeren (2016) roman policier
- Roman Zoo Europa (2018)
- Den tredje engelen (2020) roman policier